# Libia (satrapía)

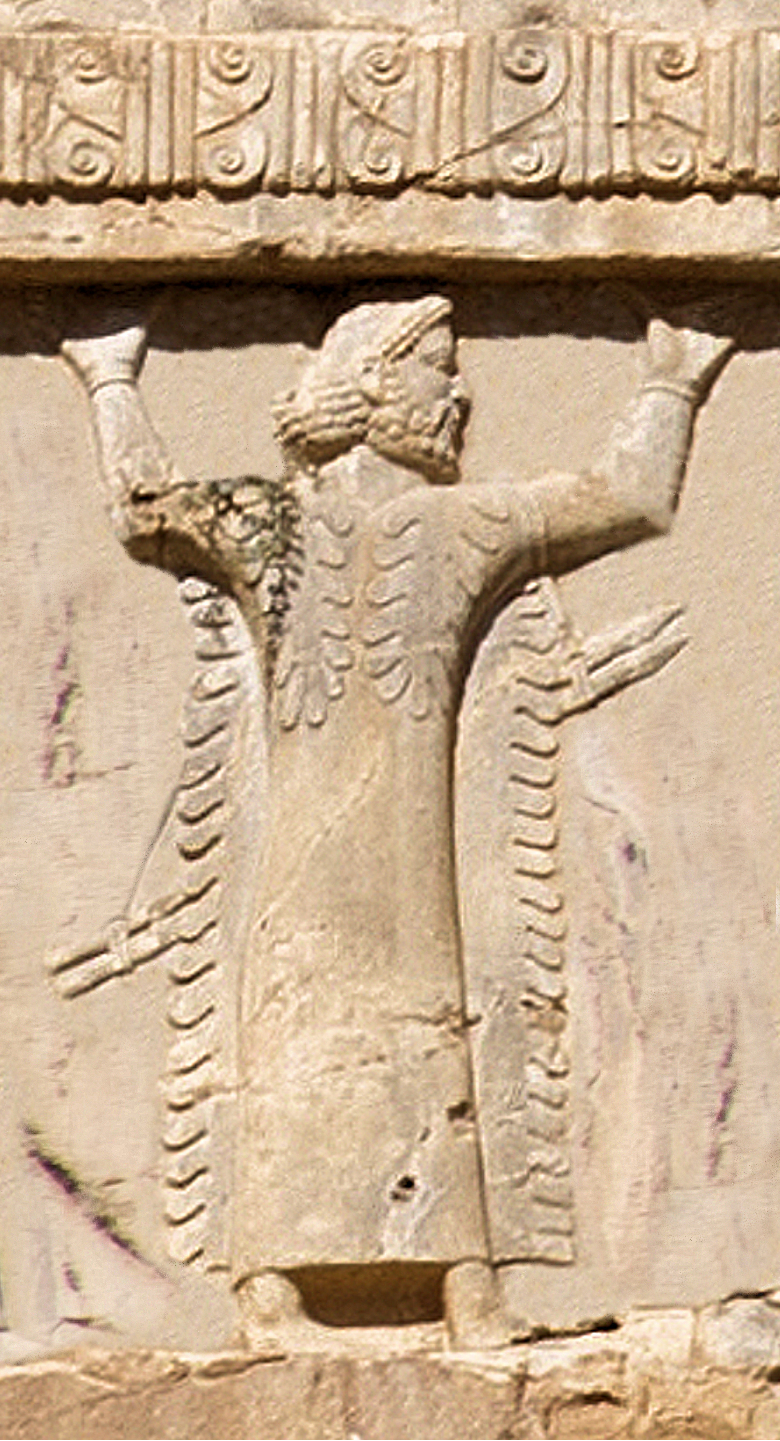
Relieve de la tumba de Jerjes, mostrando un soldado libio entre las fuerzas tributarias de su imperio

Libia (en persa antiguo: 𐎱𐎢𐎫𐎠𐎹, Puestoāya) fue un satrapía del imperio aqueménida según las inscripciones de Naqsh-e-Rostam (durante el reinado de Darío I de Persia) y Daiva (durante el reinado de Jerjes I de Persia). Es también mencionada por Heródoto durante su listado de los distritos fiscales persas, incluyendo a Libia en el sexto distrito. Heródoto también menciona la presencia de Cirene, una colonia griega en Libia.
Cuándo el rey Cambises II de Persia conquistó Egipto, el rey de Cyrene, Arcesilao III, apoyó a Persia. Tras ser asesinado en las luchas internas por el poder, la reina madre Feretima invitó los persas a tomar Cirene. El sátrapa de Egipto, Ariandes, aceptó y según Heródoto envió un ejército al mando de dos persas para apoyar a Feretima. La expedición duró casi un año y logró la subyugación de los libios. Los persas penetraron hasta el Euseperides (Bengasi) al Oeste. Tras nueve meses de sitio, tomaron Barca, donde Arcesilao y su suegro Alazir habían sido asesinados por los rebeldes e instalaron con el apoyo de Feretima a un títere en Cirene, Bato IV, convirtiendo a Libia en una satrapía persa. 
Es posible que Cirene lograra la independencia durante la rebelión egipcia de 404 a. C., pero en cualquier caso el poder aqueménida en la región terminó finalmente con las conquistas de Alejandro Magno.